# ブリンズリー・シュウォーツ
ブリンズリー・シュウォーツ (Brinsley Schwarz) は、ブリンズリー・アーンスト・ピーター・シュウォーツ（ギター、ドイツにおける正しい姓名は「ブリンズレー・エルンストゥ・ピエテル・シュヴァルツ」1947年5月25日生まれ）、ニック・ロウ（ベース、ボーカル）、ボブ・アンドリュース（キーボード）、ビリー・ランキン（ドラムス）をオリジナル・メンバーとして1969年に結成されたイングランドのパブロックバンド。1975年の解散までにパブロック・ムーブメントの中心バンドとして活動し、現在もなお根強い人気を誇る。
結成当初はザ・バンド等から影響を受けたカントリーロックのスタイルであったが、中期から後期にかけてはニック・ロウのソングライティングの個性が強まり、ソリッドなパブロック、パワー・ポップ的なサウンドへと変化していった。

## 概要・来歴
1970年9月にはオーディションによりイアン・ゴム（ギター）が参加し5人となる。1970年に1stアルバム『ブリンズリー・シュウォーツ』をユナイテッド・アーティスツから発表し、本国からプレス関係者を招いてニューヨークのフィルモア・イーストでヴァン・モリソンの前座としてギグを行ったが、飛行機到着時間の遅れによるリハーサル不足等により大失敗に終わり、大きな負債を残すことになる（フィルモア・ハイプ）。1970年に『ディスパイト・イット・オール』、1972年には『シルヴァー・ピストル』、『ナーヴァス・オン・ザ・ロード』といったアルバムを発表し、ニック・ロウ作の優れた楽曲とパブを中心としたライブで、徐々にライブバンドとしての人気を獲得していく。
1974年6月には後にエルヴィス・コステロがカバーしたことで有名となるシングル「ピース、ラヴ・アンド・アンダースタンディング」を発表。同年にデイヴ・エドモンズプロデュースの『ニュー・フェイヴァリッツ・オブ・ブリンズリー・シュウォーツ』を発表する。
1975年に解散。以降、ニック・ロウはソロ活動のほか、エルヴィス・コステロのプロデュースで名を知られる。また、ブリンズリー・シュウォーツとボブ・アンドリュースは、1970年代後半はグラハム・パーカーのバック・バンド、ルーモアのメンバーとして活動していた。

## ディスコグラフィ

### スタジオ・アルバム
- 『ブリンズリー・シュウォーツ』 - Brinsley Schwarz (1970年)
- 『ディスパイト・イット・オール』 - Despite It All (1970年) ※旧邦題『ブリンズレー・シュワルツ登場』
- 『シルヴァー・ピストル』 - Silver Pistol (1972年) ※旧邦題『銀の拳銃』
- 『ナーヴァス・オン・ザ・ロード』 - Nervous on the Road (1972年) ※旧邦題『大通りの臆病者』
- 『プリーズ・ドント・エヴァー・チェンジ』 - Please Don't Ever Change (1973年) ※旧邦題『ゆるぎない心』
- 『ニュー・フェイヴァリッツ・オブ・ブリンズリー・シュウォーツ』 - The New Favourites of... Brinsley Schwarz (1974年)
- 『イッツ・オール・オーヴァー・ナウ』 - It's All Over Now (2017年) ※1974年録音

### ライブ・アルバム
- 『ライヴ・フェイヴァリッツ』 - Live Favourites (2015年)
- 『ライヴ・アーカイヴ Vol.1 ライヴ・イン・ティルブルフ』 - Live Archive Volume One Tilburg (2019年)

### コンピレーション・アルバム
- 『オリジナル・ゴールデン・グレイツ』 - Original Golden Greats (1974年)
- 『15 ソーツ』 - 15 Thoughts of Brinsley Schwarz (1978年)
- 『サレンダー・トゥ・ザ・リズム - ベスト・オブ・ブリンズリー・シュウォーツ -』 - Surrender to the Rhythm (1991年)
- Nervous On The Road/The New Favourites Of... Brinsley Schwarz (1995年)
- Hen's Teeth (1998年) ※シングル集
- Rarities (2000年)
- 『ピース、ラヴ・アンド・アンダースタンディング』 - What IS So Funny About Peace Love & Understanding? (2001年) ※BBC録音
- 『恋するふたり』 - Cruel to Be Kind (2004年) ※BBC録音

### 参加コンピレーション・アルバム
- Glastonbury Fayre (1972年)
- Greasy Truckers Party (1972年)

### バック・バンドとして参加したアルバム
- 『アーニー・グレアム』 - Ernie Graham (1971年) ※アーニー・グレアムのソロ唯一作
- 『ワンス・イン・ア・ブルー・ムーン』 - Once in a Blue Moon (1973年) ※フランキー・ミラーのデビュー・アルバム
- 『ひとりぼっちのスタジオ』 - Subtle as a Flying Mallet (1975年) ※デイヴ・エドモンズのアルバム。ライブ・トラックのみ